# Forteresses d'Étolie
Les forteresses d'Étolie.

## Antique
- Makynia autrefois Mamakou, une petite forteresse antique à l'ouest d'Antirion.
- La forteresse de Calydon la ville de Calydon était célèbre dans l'Antiquité pour son sanctuaire d'Artémis. Elle possédait une importante fortification de trois kilomètres de périmètre.